# Heimreise 2011
Heimreise 2011 é o quinto álbum ao vivo da banda alemã Unheilig, foi gravado nos dias 01 e 16 de julho de 2011 durante a Heimreise Tour.
O álbum foi lançado em um Pendrive. 

## Lista de Faixas
| N.º | Título                    | Duração |  |
| 1.  | "Das Meer"                | 2:47    |  |
| 2.  | "Seenot"                  | 4:39    |  |
| 3.  | "Feuerengel"              | 5:46    |  |
| 4.  | "Schenk mir ein Wunder"   | 5:39    |  |
| 5.  | "Sternbild"               | 5:30    |  |
| 6.  | "Ein guter weg"           | 4:08    |  |
| 7.  | "Sage ja!" (Pianoversion) | 5:07    |  |
| 8.  | "Halt mich"               | 10:51   |  |
| 9.  | "Freiheit"                | 6:15    |  |
| 10. | "An deiner Seite"         | 7:51    |  |
| 11. | "Grosse Freiheit"         | 6:54    |  |
| 12. | "Brenne auf"              | 3:55    |  |
| 13. | "Ich gehöre mir"          | 4:10    |  |
| 14. | "Abwärts"                 | 6:03    |  |
| 15. | "Maschine"                | 4:57    |  |
| 16. | "Geboren um zu leben"     | 8:05    |  |
| 17. | "Für immer"               | 7:59    |  |
| 18. | "Unter deiner Flagge"     | 11:00   |  |
| 19. | "Lampenfieber"            | 8:21    |  |
| 20. | "Mein Stern"              | 8:29    |  |

## Créditos
- Der Graf - Vocais/Produção
- Christoph "Licky" Termühlen - Guitarra
- Henning Verlage - Teclados/Programação/Produção